# 牝犬
『牝犬』（めすいぬ、La Chienne）は、1931年のフランスのドラマ映画。ジャン・ルノワール監督の2作目のトーキー作品で、出演はミシェル・シモンとジャニー・マレーズなど。原作はジョルジュ・ド・ラ・フシャルディエールの小説『La Chienne』およびそれを元にしたアンドレ・ムエジー＝エオンの同名舞台劇。米国で1945年にフリッツ・ラング監督によって『緋色の街』としてリメイクされている。
2016年に4Kリストアで米クライテリオン社からDVD、Blu-rayとして販売され、 4K解像度で新たに復元された。

## キャスト
- モーリス・ルグラン: ミシェル・シモン（フランス語版）
- リュシエンヌ（リュリュ）・ペルティエ: ジャニー・マレーズ（フランス語版）
- アンドレ（デデ）: ジョルジュ・フラマン（フランス語版）

## 評価
Rotten Tomatoesによれば、17件の評論の全てが高評価で、平均点は10点満点中8.5点となっている。